# For Whom the Bell Tolls (canção de Metallica)
"For Whom the Bell Tolls" é uma canção da banda americana de thrash metal, Metallica. É a terceira faixa do segundo álbum da banda, Ride the Lightning, e foi composta pelo baixista Cliff Burton, pelo guitarrista e vocalista James Hetfield e pelo baterista Lars Ulrich . Sua letra foi baseada no romance de Ernest Hemingway, For Whom the Bells Toll (Por Quem os Sinos Dobram). 
A introdução cromática, que é muitas vezes confundido com uma guitarra elétrica, é na realidade o baixo de Cliff Burton tocado através da distorção e wah-wah . Composta por Burton antes de ingressar no Metallica, a introdução foi tocada pela primeira vez durante uma jam session de 12 minutos numa batalha de bandas com sua primeira banda, Agents of Misfortune.
A canção foi usada para os créditos de abertura do filme Zombieland, de 2009.
Foi utilizada pelo lutador profissional Triple H em sua entrada na WrestleMania XXVII.
Também apareceu no álbum S&M, de 1999, gravado no Berkley's Community Theatre juntamente com a Orquestra Sinfônica de San Francisco.

## Posição nas paradas musicais
| Parada (2019)                                           | Melhor posição |
| ------------------------------------------------------- | -------------- |
| Estados Unidos (Billboard Hot Rock & Alternative Songs) | 18             |